# Пробудження Єгипту
«Пробу́дження Єги́пту» (араб. تمثال نهضة مصر, Nahdet Masr; англ. The Awakening of Egypt) — видатна  (найвідоміша) єгипетська сучасна скульптурна група-пам'ятник авторства визначного єгипетського скульптора Махмуда Мухтара. Монумент вважається символом національно-визвольної боротьби народу Єгипту за незалежність, втіленням духу Революції 1919 року, передвісником єгипетського національного монументального мистецтва.

## Опис, критика і значення
Монумент «Пробудження Єгипту» викарбуваний із величезної асуанської брили (висота лише скульптурної групи бл. 7 м) — він зображає Сфінкса й жінку в довгій національній сукні (малайя). Однією рукою жінка спирається на Сфінкса, а іншою — відкидає з обличчя покривало. Сфінкс — тисячолітній символ Єгипту — напружив свої дужі лапи й здійняв голову. Жінка із сміливим селянським обличчям уособлює невичерпний потенціал енергії молодої і водночас стародавньої країни, її світле майбуття.
Існує чимало інтерпретацій образів скульптурної групи, проте однозначним є намагання автора втілити в ній національне піднесення й прагнення до волі та оновлення, великим новаторством тут постає зображення жінки, причому з відкритим обличчям; фігура ж Сфінкса акцентує увагу на невідривному зв'язку з корінням, на поєднанні минулого із сучасністю для творення омріяного прийдешнього. Критика ж, яка переважно лунала з боку західно-європейських (зокрема, британських) мистецтвознавців, наголошувала на гігантоманії монумента, «омертвілості» й зайвій статичності образів, що зближувало пам'ятник із радянським монументальним мистецтвом.
Значення скульптурної групи «Пробудження Єгипту» не лише у тому, що вона стала виразником ідей і настроїв цілої епохи боротьби за національну волю народу Єгипту, а й у тому, що це був перший пам'ятник у країні, створений етнічним єгиптянином, який не тільки відчув дух сьогодення, а й використав найкращі художні традиції минулого, заклавши тим самим основи під сучасне і майбутнє єгипетське національне мистецтво.

## З історії монумента
Молодий і талановитий єгипетський скульптор Махмуд Мухтар, завершивши навчання в Каїрській школі мистецтв 1914 року, завдяки сприянню можновладців отримав стипендію для навчання мистецтву в найпрестижнішій у світі Паризькій Школі красних мистецтв та виїхав до Парижа. Там скульптор не поривав зв'язків із національними силами, уважно стежив і підтримував національно визвольні змагання єгиптян. Тому він радо відгукнувся на пропозицію очільника національно-визвольного руху Саада Заглуля створити монументальний пам'ятник, який би втілював ідею боротьби Єгипту за незалежність. Вже від створення першого ж макету цей твір Мухтара набув колосальну популярність.

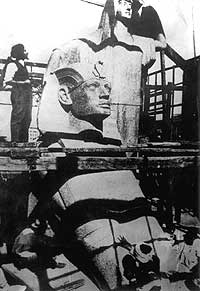
На спорудженні монумента, сер. 1920-х рр.

Махмуд Мухтар повернувся до Єгипту, де був тепло прийнятий національною елітою. Був створений комітет з організації зведення пам'ятника й оголошено підписку зі збирання коштів на спорудження монумента. Автор принципово відмовився працювати в бронзі, наголосивши на тому, що матеріал теж має бути «національним» — задля цієї мети з Асуана були доставлені 12 величезних гранітних брил, причому деякі з них важили до 35 тон, та й доставляли їх у спосіб, яким діяли стародавні єгиптяни тисячі років тому. Нарешті, влітку 1922 року Махмуд Мухтар узявся до роботи — основа пам'ятника являла 14-метрову брилу з чорного граніту, а каміння, яке митець використовував у роботі сягало 180—200 м завдовжки, праця здійснювалась на площі 180 м², притому, що за макет для монумента правила скульптура заввишки 3,5 м. Звичайно, у підпорядкуванні в Мухтара було багато помічників-різьбярів. Про хід робіт детально інформували, в т.ч. і на шпальтах газети Аль-Ахрам, широку громадськість, зокрема повідомлялось і про численні труднощі на шляху спорудження скульптури, і це попри загальний ентузіазм і «бажання кожного єгиптянина побачити «Пробудження Єгипту» якомога скоріше відкритим», як висловився був один із політиків, — брак коштів і робочих рук, деякі політичні нюанси (за час зведення скульптури деікілька разів змінювався уряд), проблеми з місцем, обраним для пам'ятника — площа Рамзеса, де знаходився залізничний вокзал, на думку деяких осіб, була не дуже прийнятним місцем. Вже у фінальній стадії виготовлення монумента (1925—1926 рр.) навіть виявилось, що деякі політики чинять спротив відкриттю пам'ятника. І лише парламентські вибори 1926 року, що принесли значну перевагу вафдістам та, як не дивно, смерть національного лідера Саада Заглуля (серпень 1927 року) прискорили відкриття «Пробудження Єгипту». Однак вже і безпосередньо перед відкриттям монумента король Фуад I переносив остаточну дату урочистої церемонії, офіційно, задля того, щоб бути присутнім на ній особисто. Коли ж нарешті 20 травня 1928 року монумент було урочисто відкрито, на святі не обійшлося без скандалів і взаємних звинувачень прокоролівських і національних єгипетських політичних сил, іншим неприємним моментом була відверто ворожа реакція британської преси на відкриття скульптурної групи.  
У першій половині 1950-х років монумент «Пробудження Єгипту» був терміново перенесений до його сучасного місця розташування — до скверу перед будівлею Каїрського університету (щойно перейменованого, колишнього Фуад аль-Аваль університету / Fouad al-Awal University), а на площі Рамзеса було встановлено його статую. Таким чином, «Пробудження Єгипту» встановили в дуже символічному місці — перед закладом, де навчаються ті, хто власне і здійснюватиме це пробудження країни — єгипетська освічена молодь.
У теперішній час статуя «Пробудження Єгипту» лишається найпопулярнішим єгипетським пам'ятником, «виразником у камені» не лише певної історичної епохи, а й національних прагнень єгиптян узагалі. Са́ме тому монумент як емблема використовується зараз безліччю товариств, установ і організацій — від національно-культурних до гендерних, від суто національних до міжнародних і навіть туристичних